# Ловер-Франкфорд Тауншип (округ Камберленд, Пенсільванія)
Ловер-Франкфорд Тауншип (англ. Lower Frankford Township) — селище (англ. township) в США, в окрузі Камберленд штату Пенсільванія. Населення — 1757 осіб (2020).

## Демографія
Згідно з переписом 2010 року, у селищі мешкали 1732 особи в 678 домогосподарствах у складі 499 родин. Було 718 помешкань
Расовий склад населення:
| - 98,2 % — білих - 0,6 % — чорних або афроамериканців - 0,2 % — корінних американців |

До двох чи більше рас належало 0,8 %. Частка іспаномовних становила 1,0 % від усіх жителів.
За віковим діапазоном населення розподілялося таким чином: 22,5 % — особи молодші 18 років, 63,5 % — особи у віці 18—64 років, 14,0 % — особи у віці 65 років та старші. Медіана віку мешканця становила 45,5 року. На 100 осіб жіночої статі у селищі припадало 100,7 чоловіків;  на 100 жінок у віці від 18 років та старших — 103,2 чоловіків також старших 18 років.
Середній дохід на одне домашнє господарство  становив 62 735 доларів США (медіана — 57 946), а середній дохід на одну сім'ю — 70 702 долари (медіана — 64 115). Медіана доходів становила 42 344 долари для чоловіків та 33 527 доларів для жінок. За межею бідності перебувало 6,9 % осіб, у тому числі 6,6 % дітей у віці до 18 років та 4,4 % осіб у віці 65 років та старших.
Цивільне працевлаштоване населення становило 887 осіб. Основні галузі зайнятості: роздрібна торгівля — 18,7 %, освіта, охорона здоров'я та соціальна допомога — 14,5 %, будівництво — 10,9 %, виробництво — 9,6 %.